# Mellerud (gemeente)
Mellerud is een Zweedse gemeente in Dalsland. De gemeente behoort tot de provincie Västra Götalands län. Ze heeft een totale oppervlakte van 949,8 km² en telde 9728 inwoners in 2004.

## Plaatsen
- Mellerud (plaats)
- Dals Rostock
- Åsensbruk
- Bränna
- Dalskog
- Håverud
- Köpmannebro
- Erikstad

Åmål · Bengtsfors · Dals-Ed · Färgelanda · Mellerud · Säffle · Vänersborg